# Spawn (videojuego de 1999)
Spawn es un videojuego de acción-aventura desarrollado y publicado por Konami para Game Boy Color, basado en el personaje de cómic Spawn. El juego se destacó por su amplio uso de voz digitalizada en escenas de corte, una característica poco común en los juegos del sistema.

## Trama
El agente especial Al Simmons es engañado por su equipo militar y asesinado. Después de ser enviado al infierno, Simmons hace un trato con el demonio, Malebolgia, para vengarse conduciendo al ejército del infierno hacia y sobre la Tierra. Sin embargo, el trato es retorcido, y Simmons se convierte en un esbirro del Infierno, despojado de su nombre y rango, y ahora solo se lo conoce como Spawn. En lugar de aceptar este destino, Spawn busca la oportunidad de liberarse de su trato equivocado. Esto lleva al renacimiento de Spawn (con Violator también) como en los capítulos de los cómics de Todd McFarlane. La historia gira completamente en torno a Spawn y el crecimiento de su poder.

## Jugabilidad
Basado en el popular cómic de Todd McFarlane, Spawn envía al héroe titular a través de cuatro etapas de combate. Debe sortear varios obstáculos del entorno mientras derrota a los enemigos con sus puños y armas.
Spawn es un juego de plataformas con algunos elementos de disparos. Contiene secciones horizontales y verticales. Debes abrirte camino a través de estos y derrotar a los diversos matones y jefes ocasionales. En su mayoría, estarás golpeando y pateando, pero hay algunas armas con munición bastante limitada para encontrar en el camino. También hay una etapa en la que Spawn monta una motocicleta, algo similar a los niveles de surf y patinaje en Teenage Mutant Ninja Turtles.
Hay tres modos de dificultad. En cada modo, los enemigos pueden recibir más daño. Un golpe eliminará fácilmente a cualquier enemigo menor y podrás comenzar en cualquier etapa. Se necesitan dos en normal y debes jugar desde la etapa uno. En el difícil, se necesitan varios, por lo que la lucha se vuelve mucho más estratégica. Debes terminar el juego en modo difícil para obtener el final real.

## Recepción
El juego recibió críticas "mixtas", según el videojuego agregador de reseñas GameRankings.